# Чемпионат Беларуси по шашечной композиции 2015
Чемпионат Белоруссии по шашечной композиции 2015 года, оригинальное название — Первый этап XVIII чемпионата Беларуси по шашечной композиции — национальное спортивное соревнование по шашечной композиции. Организатор — комиссия по композиции Белорусской Федерации Шашек. Чемпионат проводился заочно с 10 апреля по 20 декабря 2015 года в шести разделах шашек-64 (русская и бразильская версия).
Выполнившим квалификационные разрядные нормы, согласно действующей ЕСК РБ, могли присваиваться разряды и звания по шашечной композиции.

## О турнире
Начиная с 1991 года, белорусские чемпионаты стали проводиться раз в два года, при этом разделив соревнования по русским и международным шашкам на ежегодные этапы чемпионата. Суммирования очков этапов не производилось. Таким образом, в XVII чемпионате Беларуси по шашечной композиции на 1-м этапе соревновались в шашки-64, а на следующий год, в 2016-м, на 2-м этапе — в международные.
Чемпионат проводился в целях:
— Выявления лучших произведений, созданных за период с 10 апреля 2013 года по 10 апреля 2015 года.
— Определения сильнейших шашечных композиторов республики за указанный период.
— Повышения мастерства шашечных композиторов.
— Популяризации шашек средствами шашечной композиции.
Соревнования проводились в 6 дисциплинах: миниатюры, проблемы, дамочные проблемы, этюды, задачи и бразильские проблемы-64.
В каждой из этих дисциплин (разделов) участник мог представить не более шести произведений (композиций). Условия для конкурсной подборки: созданные самостоятельно или в соавторстве, новые или опубликованные после 10 апреля 2013 года, или участвовавших в других соревнованиях, которые закончились после 10 апреля 2013 года. Для категории бразильские шашки допускаются как новые, так и опубликованные произведения без ограничения по сроку. Для новых композиций указывается, что они не опубликованы. Если композиция является исправлением ранее забракованной, то автор должен был привести первое место публикации позиции, которая исправляется и саму позицию с решением. Исправление и углубление ранее составленных и опубликованных композиций в сроках не ограничивается, но если она уже участвовала в чемпионатах Беларуси и получала положительную оценку, то предшествовавшая позиция будет рассматриваться как ИП.
Допускаются композиции, которые ошибочно не были оценены в предыдущих соревнованиях. Коллективное произведение идет в зачет соавтору, представившему это произведение на данное соревнование.
Коллективное произведение идет в зачёт соавтору, представившему это произведение на данное соревнование.
Соревнование проводилось по Кодексу шашечной композиции, вступившего в силу с 1 июля 2004 года. Согласно решению семинара комиссии по композиции от 14.04.2007 доказательство легальности готового удара не требуется. Нелегальность рассматривалась только как недостаток начальной расстановки.
В разделе «дамочные проблемы» соревнование проводилось по правилам шашечной композиции CPI FMJD (для русских шашек), утвержденные 29 января 2010 года (раздел 2 правил).

## Судейская коллегия
Состав:
- координатор — Виктор Шульга (Беларусь)
- по трое судей в каждом разделе (в ряде разделов — двое):

Миниатюры-64
Судьи: Рустам Шаяхметов (Россия), Анатолий Панченко (Украина), Пётр Шклудов (Беларусь)
Проблемы-64
Судьи: Иван Ивацко, Анатолий Панченко (все — Украина), Рустам Шаяхметов (Россия)
Дамочные проблемы-64
Судьи: Иван Ивацко (Украина), Рустам Шаяхметов (Россия)
Задачи-64
Судьи: Александр Резанко, Пётр Матус (оба — Беларусь), Владимир Рычка (Украина)
Этюды-64
Судьи: Римас Мацкявичюс (Литва), Александр Катюха, Анатолий Панченко (все — Украина)
бразильские проблемы-64
Судьи: Рустам Шаяхметов (Россия), Пётр Шклудов (Беларусь)
Судья не может принимать участие в разделе, который судит.
Конечной оценкой является средняя оценка, получаемая от суммы двух лучших оценок. Судья раздела имеет право изменить оценку, выставленную в предыдущем соревновании, если считает это нужным.
Никакие замечания в отношении качества позиций не принимаются после объявления окончательных итогов. Согласно Правилам, участники не имеют права обсуждать оценки судей, а если будут выявлены случаи давления участников на судей разделов, то результаты этого участника будут аннулированы, а сам участник будет дисквалифицирован на срок определённый комиссией по композиции.

## Ход турнира
В турнир впервые был включен жанр «бразильские проблемы-64».
Лучшими стали Пётр Шклудов и Дмитрий Камчицкий с двумя золотыми медалями, при этом у обоих ещё одна выигранная медаль — серебряная. У Александра Коготько — два серебра и одна бронза.

## Спортивные результаты
Миниатюры-64.
 Дмитрий Камчицкий — 27,25 очка.  Александр Коготько — 26,5.  Александр Сапегин — 24,75. 4. Пётр Кожановский — 20,125. 5. Виталий Ворушило — 20. 6. Александр Перевозников — 18,5. 7. Николай Грушевский — 15,25. 8. Николай Лешкевич — 10,625. 9. Виктор Шульга — 9,875.
Проблемы-64.
 Пётр Шклудов — 34,75.  Александр Коготько — 33,5.  Николай Лешкевич — 29,625. 4. Дмитрий Камчицкий — 25,875. 5. Виталий Ворушило — 23,5. 6. Николай Грушевский — 22,875. 7. Александр Сапегин — 29,275. 8. Виктор Шульга — 21,875. 9. Александр Перевозников — 20,875. 10. Владимир Малашенко — 13,75. 11. Александр Сапегин — 12,625. 12. Пётр Кожановский — 22,5. 12. Юрий Мурадов — 12,625.
Дамочные проблемы-64
 Дмитрий Камчицкий — 27.  Пётр Шклудов — 20,75.  Виталий Ворушило — 14,25. 4. Виктор Шульга — 13,25. 5. Николай Грушевский — 10,375. 6. Юрий Мурадов — 9,125. 7. Александр Коготько — 4,125. 8. Николай Лешкевич — 3,0.
бразильские проблемы-64
 Иван Навроцкий — 19,625 очка.  Александр Сапегин — 19,375.  Виталий Ворушило — 14,875. 4. Дмитрий Камчицкий — 11,625. 5. Николай Грушевский — 10,625. 6. Юрий Мурадов — 8,0. 7. Григорий Кравцов — 7,125. 8. Виктор Шульга — 3,5.
Этюды-64.
 Пётр Шклудов — 28,5.  Дмитрий Камчицкий — 14,125.  Александр Коготько — 13,75. 4. Юрий Мурадов — 12,5. 5. Пётр Кожановский — 11,125. 6. Виктор Шульга — 9,875. 7. Николай Грушевский — 6,875. 8. Виталий Ворушило — 6,125.
Задачи-64.
 Николай Зайцев — 13,0.  Александр Шурпин — 12,25. Николай Бобровник — 5,5.
Примечание. Итоговый результат в разделе определялся как сумма четырёх лучших оценок каждого участника.

## Награждение
Победителю каждого раздела присвоено звание чемпиона Республики Беларусь по шашечной композиции. Они награждены дипломами I степени, медалями. Участники, занявшие второе и третье места, награждены соответственно дипломами II и III степени, медалями.